# Wernsdorf (Gera)

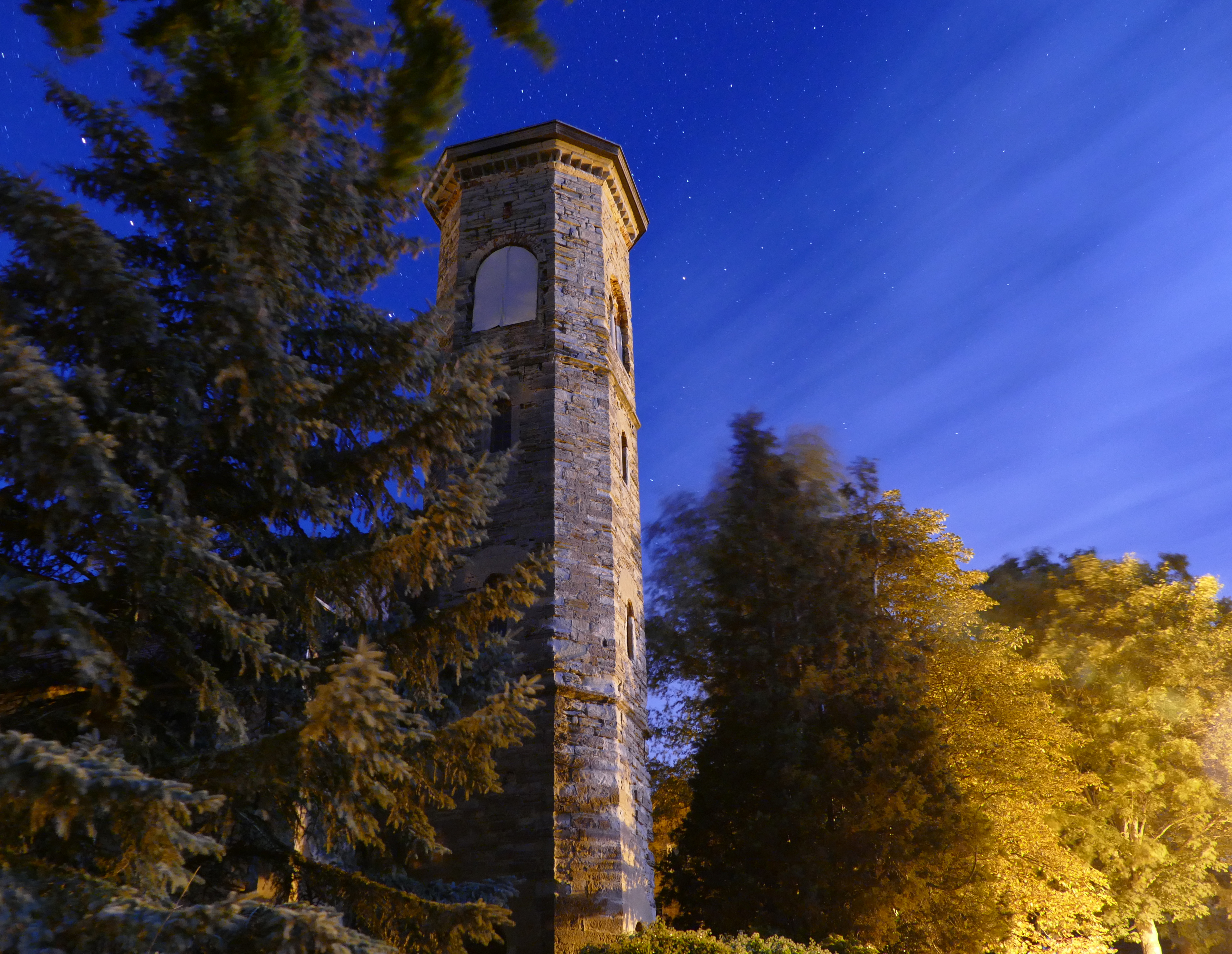
Kirchturm der evangelisch-lutherischen Filialkirche in Wernsdorf

Wernsdorf bildet zusammen mit Cretzschwitz, Söllmnitz und Lauenhain den 9,66 km² großen Ortsteil Cretzschwitz/Söllmnitz der Stadt Gera in Thüringen mit insgesamt 711 Einwohnern (Stand 31. Dezember 2011).

## Geographie
Wernsdorf liegt im Nordosten der Stadt Gera und ist im Süden an der Grenze zum Landkreis Greiz gelegen. Im Norden liegt das Dorf nahe der Grenze zum Bundesland Sachsen-Anhalt.

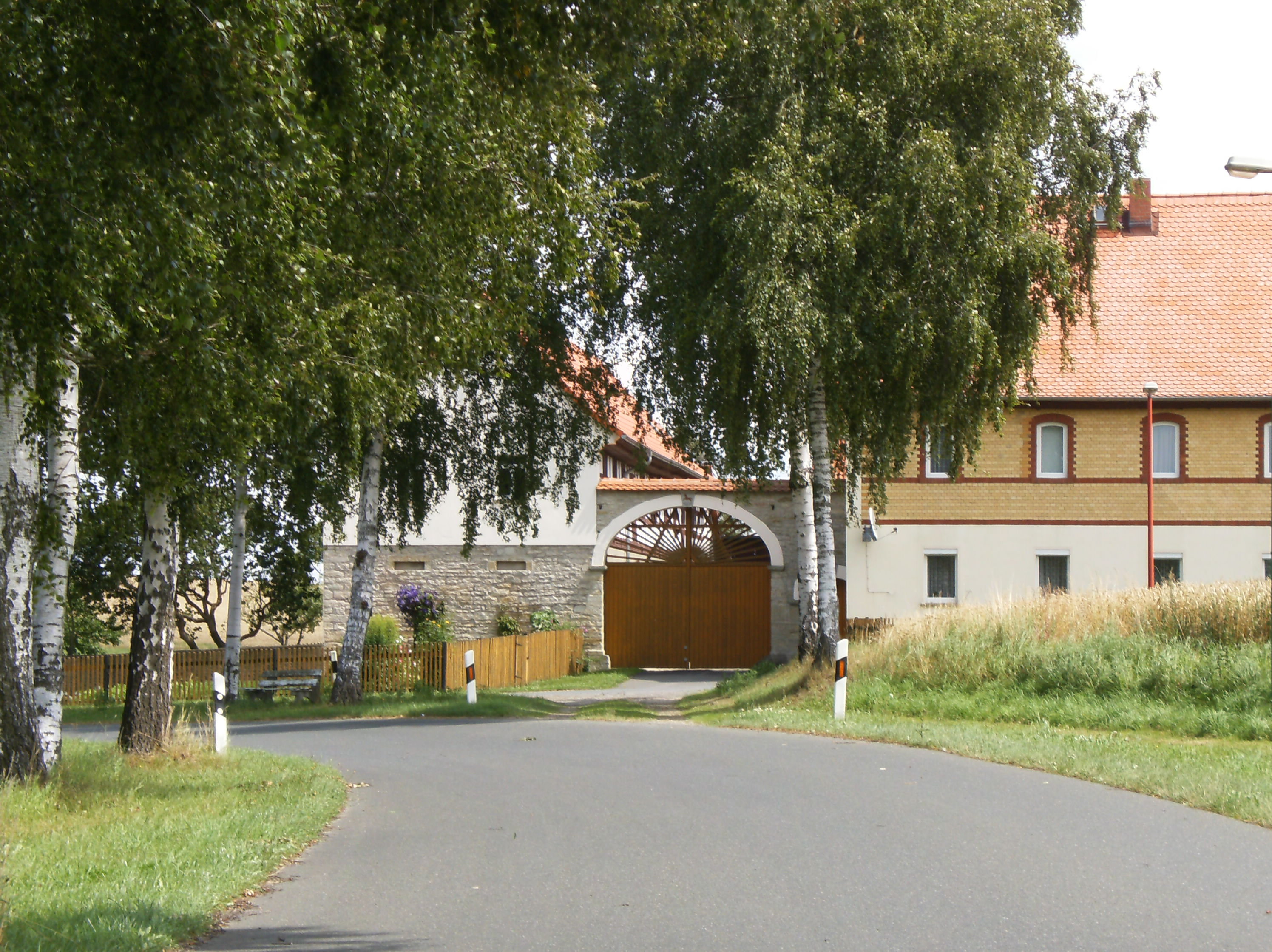
Alter Vierseitenhof in Wernsdorf

## Geschichte
Erstmals am 23. Mai 1364 urkundlich in einer Langenberger Verpfändung erwähnt, war es im Gegensatz zu den in kleinen Rundlingen angelegten Dörfern sorbischen Ursprunges der Umgegend ein weitläufiges Straßendorf deutscher Siedler. Etliche Landstücke und auch ein Hof gehörten als Zinsland dem Kloster zum Heiligen Kreuz in Saalburg. Die Erbgerichtsbarkeit über Wernsdorf stand bis 1855/1856 für 4 Häuser dem Rittergut Cretzschwitz und für 12 Häuser dem Rittergut Söllmnitz zu.
Zuständiger Schulort war früher der Nachbarort Hirschfeld (heute Landkreis Greiz), ab 1839/40 wurde im Ort eine eigene Schule gebaut, in die auch die Kinder aus Söllmnitz und Lauenhain gingen.
1979 wurde Wernsdorf ins benachbarte Söllmnitz eingemeindet, 1994 mit diesem zusammen nach Gera.

## Politik
Seit 1994 besteht ein Ortsteilrat (ehemals Ortschaftsrat) der Ortschaften Cretzschwitz und Söllmnitz mit Wernsdorf und Lauenhain. Ortsteilbürgermeister ist seit Juni 2024 Florian Rittirsch (parteilos).

## Entwicklung der Einwohnerzahl
| Jahr      | 1864 | 2005 | 2017 |
| Einwohner | 102  | 64   | 69   |

## Verkehr
Der Ort ist über die Bundesstraße 2 erreichbar. Der ÖPNV-Anschluss besteht tagsüber zweistündlich über die RVG Regionalverkehr Gera/Land GmbH, Linie 229. Der nächstgelegene Bahnhof ist in Gera-Langenberg.

## Bildung
Das ehemalige Schulhaus wurde bis 2009 als Kindergarten genutzt, die nächstgelegenen Kindereinrichtung ist nun die
- Kindertagesstätte Brahmenau.

Zuständige Grundschule ist die
- Astrid-Lindgren-Grundschule (Staatliche Grundschule) in Langenberg

Nächstgelegene Regelschule:
- Staatliche Regelschule 12 in Bieblach.